# Rosa Ester Rossini
Rosa Ester Rossini (Serra Azul, 9 de outubro de 1941) é uma geógrafa brasileira, livre-docente e pesquisadora aposentada da Universidade de São Paulo. É considerada pelo CNPq uma das pioneiras da geografia no Brasil. Pioneira nos estudos da geografia feminista no Brasil.

## Biografia
Rosa nasceu em 1941, na cidade de Serra Azul, um pequeno município do estado de São Paulo, próximo a Ribeirão Preto. De família italiana que veio ao Brasil para trabalhar nas lavouras de café no final do século XIX, Rosa foi matriculada na escola e pegou gosto pelos estudos ainda muito jovem. Quando os pais se tornaram funcionários públicos e começaram a trabalhar no Grupo Escola da cidade, Rosa decidiu se tornar professora.
A família de Rosa não tinha posses, mas a diretora do Grupo escolar de Serra Azul, Antonietta de Matos Guaryannas Taveiros, começou a selecionar alunos com notas altas e vontade de estudar e se ofereceu para pagar pelos seus estudos. Assim Rosa concluiu os estudos no grupo escolar em 1952 e começou a estudar para ingressar no ginásio de São Simão, cidade próxima a Serra Azul. Na época, alguns de seus professores tinham se formado na universidade e um deles, James Noronha de Souza, tinha se formado em Geografia pela Universidade de São Paulo (USP). James foi de grande influência sobre Rosa, que desistiu do magistério para poder lecionar geografia. Sua família, entretanto, achava um movimento muito ousado para uma moça pobre, de trabalhadores rurais, de querer estudar ao lado dos jovens ricos da cidade.
No trajeto entre Serra Azul e São Simão que fazia todos os dias para estudar, Rosa começou a estudar para passar no vestibular da USP. Ingressou no ensino médio do Curso Normal “Otoniel Mota”, em Ribeirão Preto, onde também começou a jogar basquete pelo colégio, participando de vários campeonatos estaduais.

## Carreira
Em 1961, Rosa se mudou para a capital paulista para prestar o vestibular na USP. Foi lá que conheceu o professor José Ribeiro de Araújo Filho, que se tornaria seu orientador e companheiro de estudos durante décadas. Tornou-se sócia da Associação dos Geógrafos Brasileiros (AGB) em 1963 e no mesmo ano começou estágio no Instituto Geográfico e Geológico de São Paulo, trabalhando com os professores Maria Alice dos Reis Araújo e José Bueno Conti. No instituto de Medicina Tropical, trabalhou ao lado do professor Nelson Rodrigues dos Santos. A convite dos geógrafos Aroldo de Azevedo e Pasquale Petrone, Rosa começou a trabalhar no recém-criado Departamento de Geografia da USP como auxiliar de pesquisa no grupo de trabalho de estudos sobre o abastecimento de hortifrúti dentro da cidade de São Paulo.
Formou-se na Universidade de São Paulo (USP) em 1964. Após a formatura, foi convidada a lecionar geografia na PUC-SP e também na Faculdade São Bento. Deu aulas no curso normal do Colégio “Dante Alighieri” a convite do professor Petrone. Em 1965, ingressou no quadro do magistério do estado de São Paulo. Entre 1970 e 1971, foi coordenadora do Departamento de Ciências Sociais da PUC.
No final da década de 1960, aprofundou-se no estudo das migrações e em 1967 ingressou na pós-graduação da Universidade de São Paulo, sob a orientação de José Ribeiro de Araújo Filho. Ingressou como professora na Universidade de São Paulo em 1970 e concluiu em 1971 sua dissertação de mestrado intitulada Serra Azul, o homem e a cidade. A dissertação foi a primeira na geografia da USP a abordar os trabalhadores volantes e migrantes.
Em 1971, foi convidada para coordenar o projeto "Caracterização socioeconômica dos municípios do Estado de São Paulo", junto à Secretaria de Educação do estado. estudantes de geografia como Ana Fani Alessandri Carlos, Amélia Luisa Damiani e Adalberto Leister trabalharam sob sua orientação nesta época. O material pesquisado e organizado neste projeto serviu de matéria-prima para a construção de seu doutorado. Em sua tese, Rosa discutiu os dilemas vinculados ao forte êxodo rural como, por exemplo, a concentração da população volante nas periferias urbanas. Em 1975, defendeu a tese Contribuição ao Estudo do Êxodo Rural no Estado de São Paulo, sob a orientação do Professor José Ribeiro de Araújo Filho.
No final de 1975, foi homenageada em sua cidade natal. Era o Ano Internacional da Mulher e Rosa foi escolhida para representar todas as mulheres da cidade e por ter sido a primeira mulher do município a cursar um curso universitário.
Em 1979, Rosa participou da criação da Associação Brasileira de Estudos Populacionais (ABEP) sendo sua tesoureira durante o biênio 1980-82. Por volta dessa época, assumiu a direção da Associação dos Geógrafos Brasileiros (AGB), seção São Paulo bem como participou do Conselho Diretor da AGB Nacional. Tornou-se pesquisadora nível 1A do Conselho Nacional de Desenvolvimento Científico e Tecnológico (CNPq), onde desenvolveu pesquisas relacionadas aos processos de modernização do campo e ao êxodo rural.
Entre 1984 e 1988, tornou-se membro efetiva da Comissão de Geografia da População da União Geográfica Internacional (UGI). Em 1982, organizou o Encontro Regional da UGI, em São Paulo, no Departamento de Geografia da USP. Rosa criou de maneira pioneira um grupo de trabalho dentro da UGI que discutia as questões de gênero, algo que não vinha sendo trabalhado pela geografia até então. Foi fundadora do Núcleo de Estudos da Mulher e Relações Sociais de Gênero (NEMGE), liderado pela professora Eva Blay, em 1985.
Em 1988 defendeu sua tese de Livre-Docência intitulada Geografia e Gênero: a mulher na lavoura canavieira paulista. De 1984 a 1990, foi Coordenadora do Programa de Pós-Graduação em Geografia Humana do Departamento de Geografia da USP. Rosa foi indicada pelo Conselho Deliberativo do CNPq, em 1988, para participar como Assessora de Geografia Humana e Regional e participa, desde 1989, como membro dos Comitês Assessores como representante da Área de Ciências Humanas e Sociais do Programa Interinstitucional de Bolsas de Iniciação Científica (PIBIC). Foi coordenadora do Laboratório de Geografia Política e Planejamento Territorial e Ambiental (LABOPLAN). Em sua atividade científica, destaca-se seu trabalho sobre geografia feminista. Em 1990, tornou-se professora titular da USP.

## Homenagens
Em 1984, a Escola Estadual Francisco de Freitas, em Serra Azul, denominou a Biblioteca da escola de “Professora Rosa Ester Rossini. Foi condecorada, pelo Ministério da Ciência e Tecnologia do Governo Federal, com a Ordem Nacional do Mérito Científico como Comendadora, em 2005, a única professora do departamento de geografia da USP, depois de Milton Santos, a receber o título de comendadora.
No I Seminário Latino-Americano de Geografia e Gênero da UGI, em 2011, foi homenageada pelo comitê organizador. Em 2012 recebeu do Instituto Histórico e Geográfico (IHG) a medalha Imperatriz Leopoldina por seus inúmeros contributos para as discussões de gênero. E no mesmo ano recebeu o título de Doutora Honoris Causa pela Universidade Federal de Rondônia.